# Colegio Nacional de San Isidro
El Colegio Nacional de San Isidro "Dr. Antonio Sagarna" (CNSI), oficialmente Escuela de Educación Media Nº 8 "Dr. Antonio Sagarna", es un colegio público de enseñanza secundaria ubicado en la localidad de San Isidro, Provincia de Buenos Aires, Argentina, a 10 km al norte de la Ciudad de Buenos Aires.
Fue abierto en 1916 mediante un plan provincial, e inaugurado formalmente el 10 de mayo de 1916, bajo el nombre de Escuela Intermedia de San Isidro por un decreto firmado por el entonces Presidente de la Nación Victorino de la Plaza y el Dr. Carlos Saavedra Lamas, que ocupaba el cargo de Ministro de Justicia e Instrucción Pública. Este decreto nombraba al Dr. José María Pirán como director ad honorem. Al año siguiente, el instituto adoptó su nombre actual; esto fue posible gracias a la aprobación de la nueva Ley de Presupuesto de 1917, y un decreto de 11 de mayo de 1917, firmado por los ahora presidente del país y Ministro de Justicia e Instrucción Pública, Hipólito Yrigoyen y José C. Salinas, respectivamente. José María Pirán asumió como rector, como así asumen tesoreros y varios profesores.

## Ubicación
El colegio se encuentra en la calle Acasuso 165, pleno casco histórico de San Isidro, zona norte del Gran Buenos Aires, a 400 m. de la icónica catedral de San Isidro. Su entorno se caracteriza por la presencia de instituciones educativas tales como el Colegio Martín y Omar, Instituto Santa Isabel, Instituto María Auxiliadora, Colegio San Juan el Precursor, entre otros. Asimismo el área tiene gran afluencia de gente por ser sede de los Tribunales de San Isidro y del Colegio de Abogados de la misma localidad. La zona está conectada con el centro de la Ciudad de Buenos Aires por los trenes Mitre (Ramal Tigre) y Tren de la Costa. y así también por las avenidas del Libertador y Centenario.

## Plan de estudios
Si bien la institución está radicada en jurisdicción bonaerense, mantiene cierta independencia de los planes de estudios trazados por el Ministerio de Educación provincial. Esta situación anómala se debe a su transición como entidad dependiente de la Nación a mediados de la década de los años 1990, a dependencia económica provincial, que provocó que se mantuviese por un tiempo su sistema de enseñanza de cinco años, similar al utilizado en la vecina CABA. En 2010 se modificó su estructura para adaptarse al sistema de seis años que rige en el resto de la jurisdicción de la Provincia de Buenos Aires.

## Examen de admisión
Actualmente no existe ningún tipo de examen de admisión o ingreso. 
Antiguamente todos los estudiantes que tuviesen interés en ingresar al Nacional San Isidro debían realizar un curso de ingreso de tres meses de duración, asistiendo diariamente como si fuera alumno curricular. Consiste en evaluaciones de cuatro materias: matemática, geografía, literatura e historia, y es similar al empleado en establecimientos como el Colegio Nacional de Buenos Aires y la Escuela Superior de Comercio Carlos Pellegrini. El promedio de las notas obtenidas en todas las evaluaciones se calcula como la calificación final de la asignatura, y los 500 mejores estudiantes son admitidos, siendo el paso de grado de 4 (en una escala del 1 al 10). Los 10 mejores promedios tienen la posibilidad de elegir a cuál turno asistir: si el matutino o vespertino, mientras que los 490 estudiantes restantes se les asigna un turno mediante un sorteo. No obstante, si los estudiantes cuentan con un hermano o pariente cercano ya matriculado, pueden elegir el mismo turno que su familiar. 

## Alumnos destacados
- Diego Golombek, biólogo.
- Manuel Mujica Lainez, escritor y periodista.
- Ulyses Petit de Murat, poeta.
- Rolf Mantel, economista.
- Mauricio Eugenio Magliano, ex-obispo católico de la diócesis de Río Gallegos.
- Sebastián Galmarini, Senador de la Provincia de Buenos Aires.
- Marcelo Pombo, artista.